# Else Feldmann
Else Feldmann (25 de febrero de 1884 - 17 de junio de 1942) fue una escritora austriaca, dramaturga, poeta, periodista, y víctima del Holocausto.
Creció en Leopoldstadt, hija de padres judíos pobres con sus seis hermanos. Asistió a la universidad, pero luego de que su padre se quedó sin empleo se vio forzada a comenzar a trabajar en una fábrica. En 1908,  comenzó a colaborar en el diario socialista Arbeiter-Zeitung y cofundó un grupo de escritores socialistas, Vereinigung sozialistischer Schriftsteller, junto al poeta socialista judío Josef Luitpold Stern, el autor comunista, poeta, ensayista, y compositor Fritz Brügel, el anarquista judío y socialista, letrista y poeta Theodor Kramer, y el autor de ciencia ficción Rudolf Brunngraber.
Feldmann desarrollaba las historias de sus artículos en novelas para llegar a una audiencia más amplia con su mensaje socialista.  Comenzó a desempeñarse exclusivamente para el Arbeiter-Zeitung en 1923 hasta que el periódico fue prohibido por el Partido Nazi en 1934. El 14 de junio de 1942, fue capturada por la Gestapo y enviada a Sobibór, donde fue asesinada.

## Libros
- Lowenzahn: Eine Kindheit
- Liebe ohne Hoffnung
- Der Leib der Murmura
- Martha und Antonia